# Otago Nuggets
Los Otago Nuggets, conocidos por motivos de patrocinio como Night 'n Day Otago Nuggets, es un equipo de baloncesto neozelandés que compite en la NBL, la primera división del país. Fundado en 1990, tiene su sede en la ciudad de Dunedin, Otago. Disputa sus partidos en el Edgar Centre, con capacidad para 2880 espectadores.

## Historia
Los Nuggets ingresaron en la Liga Nacional de Baloncesto (NBL) por primera vez en 1990. Después de terminar entre los seis primeros en cinco de sus primeras ocho temporadas y llegar a semifinales tres veces en ese lapso, terminaron en los cuatro últimos puestos en sus siguientes 14 temporadas, incluidos varios últimos puestos. Después de una tumultuosa temporada 2008, donde los Nuggets consiguieron su cuarta cuchara de madera consecutiva y tras sufrir una rotación masiva de jugadores durante todo el año, Basketball Otago retiró a los Nuggets de la temporada 2009, alegando dificultades financieras. Regresaron a la liga en 2010, y posteriormente terminaron con un récord sin victorias (0-18), convirtiéndose en el tercer equipo en la historia de la NBL en terminar una temporada sin ganar (uniéndose a los Northland Suns de 1998 y los Taranaki Mountainairs de 2009). Los Nuggets también tuvieron una racha de 33 derrotas consecutivas que se extendió desde abril de 2008 hasta mayo de 2011.
En 2013, los Nuggets llegaron a los playoffs por primera vez desde 1997. Terminaron la temporada regular en segundo lugar con un récord de 12-4, antes de perder 87-72 ante los Nelson Giants en la semifinal. En 2014, los Nuggets se perdieron la final con un récord de 7-11.
En noviembre de 2014, Basketball Otago retiró a los Nuggets de la NBL por segunda vez. No regresaron a la competición hasta que en abril de 2019 sus propietarios obtuvieron la aprobación para presentar una oferta de la NBL para la temporada 2020. Los Nuggets tuvieron un regreso exitoso a la NBL, ya que terminaron la temporada regular en primer lugar con un récord de 9-5 dirigidos por el ganador del Entrenador del Año, Brent Matehaere. Llegaron a su primera final de la NBL detrás de jugadores como Jordan Hunt, Jarrod Kenny y Jordan Ngatai, donde derrotaron a los Manawatu Jets 79–77 para ganar su primer campeonato de la NBL.
En noviembre de 2021, los Nuggets fueron comprados por Sports Entertainment Network New Zealand (SENZ), una subsidiaria de Sports Entertainment Group (SEG) de Australia. En 2022 terminaron la temporada regular en tercer lugar con un récord de 10-8 y llegaron a la final de la NBL con jugadores como Tray Boyd III, Keith Williams, Todd Withers y Sam Timmins. En la final, ganaron su segundo campeonato en tres años con una victoria por 81-73 sobre los Auckland Tuatara.

## Palmarés
- NBL
  - Campeón (2): 2020, 2022